# Rubus distractus
Rubus distractus är en rosväxtart som beskrevs av P. J. Müll. och Wirtgen. Rubus distractus ingår i släktet rubusar, och familjen rosväxter. Inga underarter finns listade i Catalogue of Life.